# Военные преступления в годы Второй мировой войны

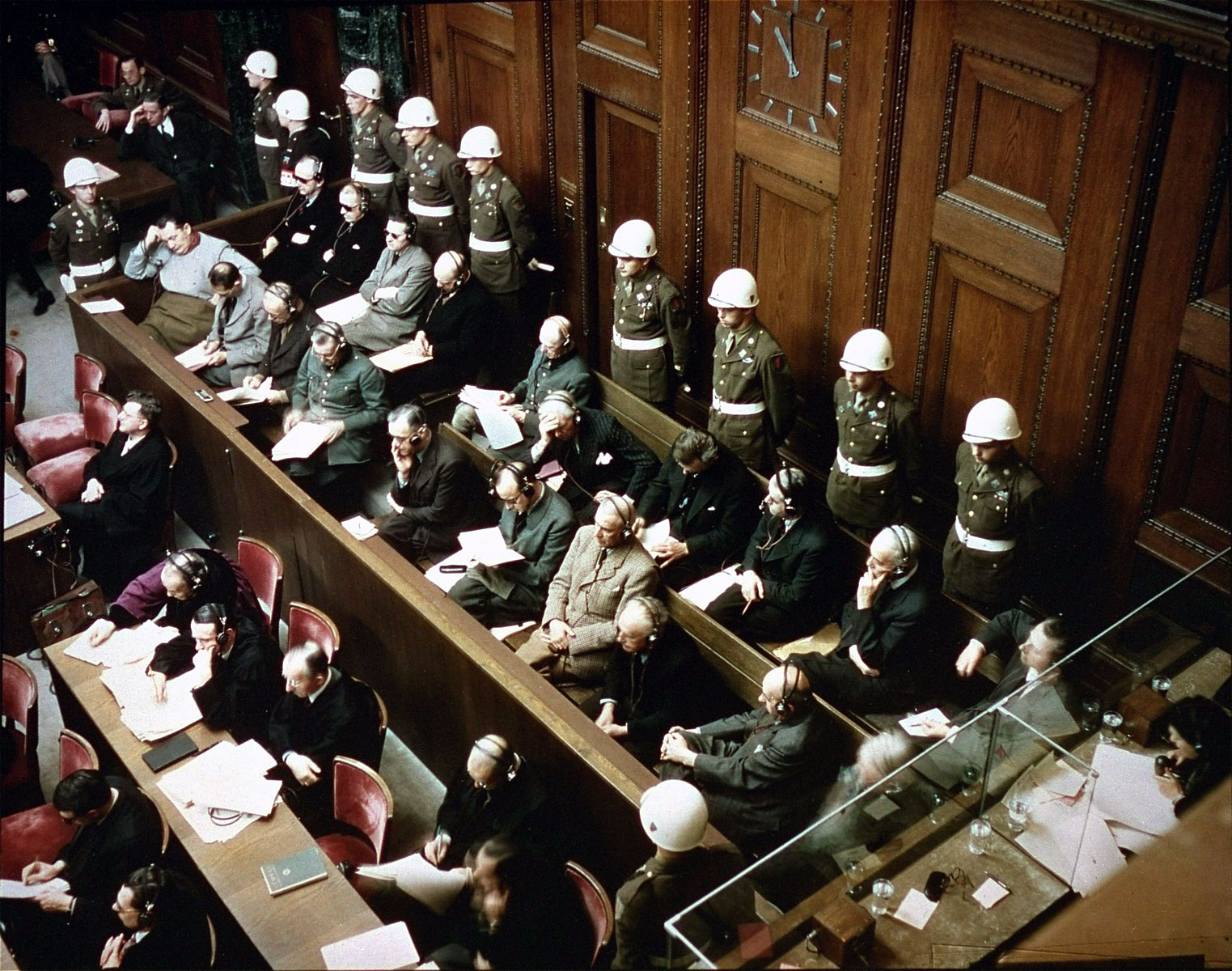
Вид подсудимых на Нюрнбергском процессе Международного военного трибунала над нацистскими военными преступниками, Бавария, Германия. 1 ноября 1945

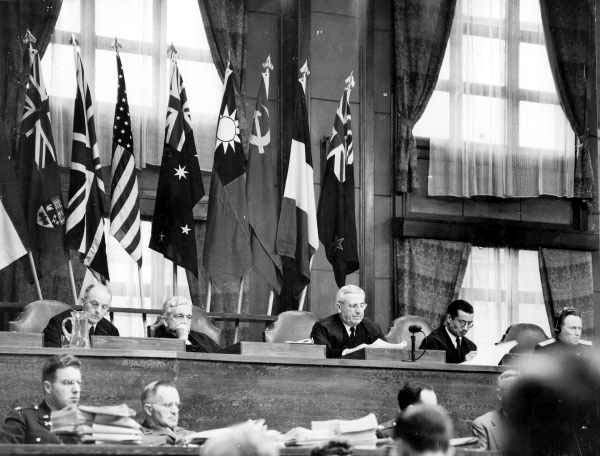
Судьи на Токийском процессе Международного военного трибунала над военными преступниками, Япония. 1946

В ходе Второй мировой войны были задокументированы военные преступления и преступления против человечности, совершённые как странами «оси», так и странами антигитлеровской коалиции. После окончания Второй мировой войны, коалиция победителей создала Международный военный трибунал, чтобы привлечь политическое и военное руководство Германии и Японии к индивидуальной ответственности за нарушения международного права, таковым стали знаменитые Нюрнбергский и Токийский процессы, на которых также были утверждены условия дальнейшего миропорядка и миропонимания, задекларированные победившими странами антигитлеровской коалиции над побеждёнными противниками. Нюрнбергский процесс был организован державами-победителями: СССР, США, Великобританией и Францией. В Токийском процессе, кроме вышеперечисленных, принимали участие также Австралия, Канада, Китай, Индия, Нидерланды, Новая Зеландия и Филиппины.
При этом, союзным войскам антигитлеровской коалиции на процессах не предъявлялись какие-либо иски и не предъявлялись обвинения, по части совершённых с их стороны военных преступлений в ходе данного конфликта, потому что они были победившими державами, которые тогда держали всю Европу и часть стран Азии под своей военной оккупацией, что омрачало исторический авторитет деятельности трибунала по части правосудия вершившегося лишь со стороны победителя над побеждённым противником. Соответственно, конкретные детали судебных процессов вызывали разногласия и до, и во время, и после их завершения. Конференция четырёх держав в Лондоне после долгих и сложных дискуссий создала устав МВТ таким образом, чтобы он гарантированно защищал от судебного преследования и разбирательства «проблемные точки» каждой из стран-победительниц, включая предвоенный пакт Молотова — Риббентропа и систему расовой сегрегации в США. В частности, главный обвинитель от СССР Роман Руденко прислал следующий список основных нежелательных тем: любые вопросы связанные с общественно-политическим строем СССР и предвоенная внешняя политика Советского Союза (советско-германский пакт о ненападении 1939 года и иные вопросы, имеющие к нему отношение — торговый договор, установление границ, переговоры и т. д.); посещение Риббентропом Москвы и переговоры в ноябре 1940 года в Берлине; Балканский вопрос; советско-польские отношения; советская оккупация прибалтийских республик.

## Политические предпосылки

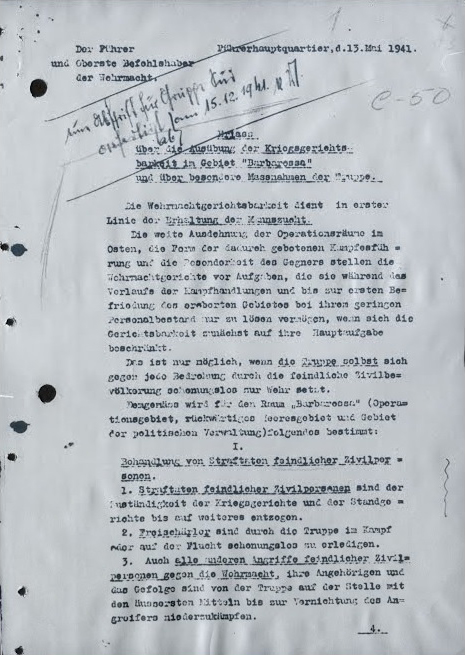
Указ о военном судопроизводстве (стр. 1)

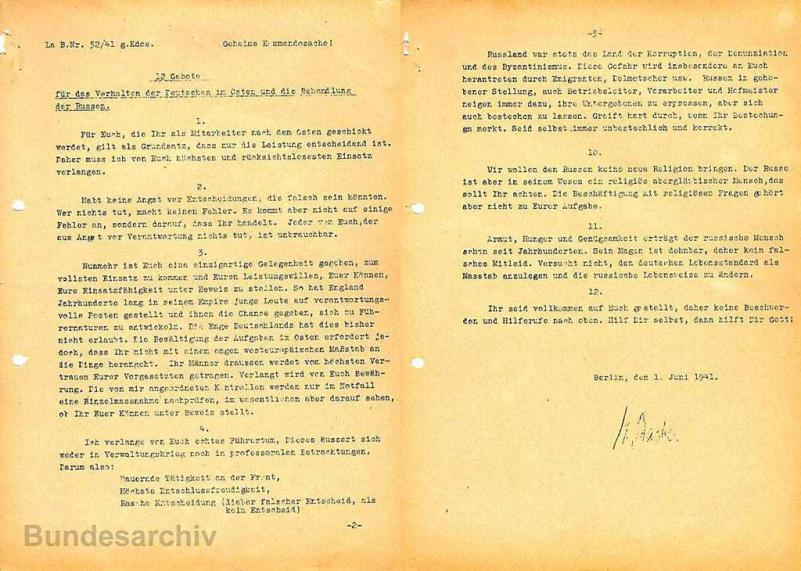
«12 заповедей» Бакке о поведении немцев на Востоке. В частности, 11-я заповедь гласит: «Русский человек привык за сотни лет к бедности, голоду и непритязательности. Его желудок растяжим, поэтому не допускать никакой поддельной жалости…».

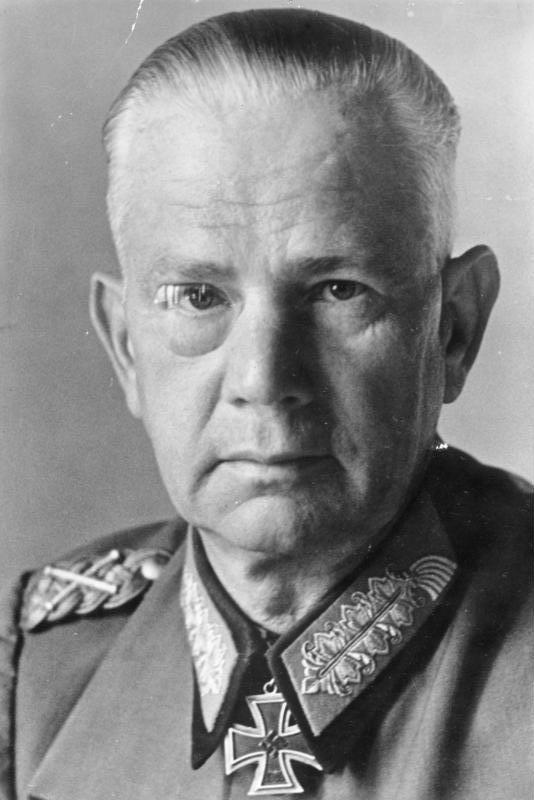
Вальтер фон Рейхенау

### Военные преступления стран «Оси»

#### Нацистская Германия
Руководством нацистской Германии до и во время Второй мировой войны было создано множество преступных документов, направленных на развязывание агрессивной войны и оправдание военных преступлений и преступлений против человечества.
К декабрю 1940 года был разработан план нападения нацистской Германии на СССР, получивший кодовое название «Директива № 21. План „Барбаросса“». Главным автором данного плана являлся военачальник Фридрих Паулюс. Главная задача плана — «разгромить Советскую Россию в ходе одной кратковременной кампании», используя опыт применения стратегии «блицкрига». Впоследствии операция «Барбаросса» стала самой крупной и кровопролитной сухопутной наступательной операцией в истории человечества.
Согласно Генеральному плану Ост, руководство нацистской Германии намеревалось колонизировать и германизировать территории Восточной Европы путём принудительного выселения с территории Польши и оккупированных областей СССР до 75—85 % населения, и размещения его на Северном Кавказе и в Западной Сибири. Захваченная немцами территория до Урала в рамках программы «Т-4» должна была быть очищена от «нежелательных элементов», к которым относились и душевнобольные.
Согласно принятому весной 1941 года плану голода, создателем которого является статс-секретарь Имперского министерства продовольствия и сельского хозяйства Герберт Бакке, население и армия Германии должны были быть обеспечены продовольствием за счёт оккупированных территорий СССР, на которых в результате этого от голода должны были погибнуть от 20 до 30 миллионов человек.
План «Ольденбург», разработанный под руководством рейхсмаршала Германа Геринга и окончательно утверждённый 29 апреля 1941 года, предусматривал овладение и постановку на службу Германии всех запасов сырья и крупных промышленных предприятий на территории между Вислой и Уралом. Согласно плану, территория СССР делилась на четыре экономических инспектората (Ленинград, Москва, Киев, Баку) и 23 экономических комендатуры, а также 12 бюро. Впоследствии, согласно плану, территорию европейской части СССР предполагалось разбить на семь государств, каждое из которых должно было экономически зависеть от Германии. Рейхсмаршал Геринг, непосредственно руководивший штабом «Ольденбург», писал о том, что на Востоке намерен «грабить, и грабить эффективно», отметив, что «всё пригодное для немцев на Востоке должно быть молниеносно извлечено и доставлено в Германию».
«Указ о военном судопроизводстве» в районе операции «Барбаросса» от 13 мая 1941 года предоставлял офицерам вермахта право на расстрел без суда и устанавливал безнаказанность военнослужащих за преступления, совершенные в отношении мирного населения СССР. Указом предписывалось в ходе войны на Востоке применение «самых крайних мер». Историки усматривают «тесную идеологическую и правовую связь» указа о военном судопроизводстве с приказом о комиссарах от 6 июня 1941 года, который также явно нарушал международное право.
Изданный 10 октября 1941 года генерал-фельдмаршалом Вермахта Вальтером фон Рейхенау специальный приказ был направлен на уничтожение любой ценой советского партизанского движения, запрещал солдатам вермахта делиться продовольствием с местным населением, а также разрешал рассматривать в качестве советских агентов всех, кто отказывался сотрудничать с оккупационными войсками. В приказе говорилось, что задачей солдата является искоренение азиатского и еврейского влияния на Европу.
Директива «Ночь и туман», изданная начальником штаба Верховного командования вермахта Вильгельмом Кейтелем и подписанная Адольфом Гитлером 7 декабря 1941 года, разрешала похищение антинацистских политических активистов на всей оккупированной Германией территории в ходе войны.

## Военные преступления в ходе войны
- Неограниченная подводная война (1939—1945), проводилась всеми без исключения воюющими странами по отношению к противнику.

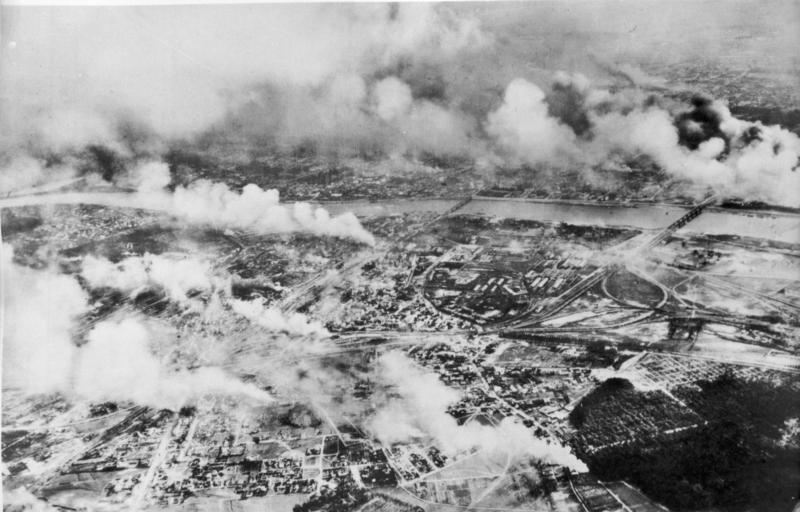
Варшава во время бомбардировок, сентябрь 1939

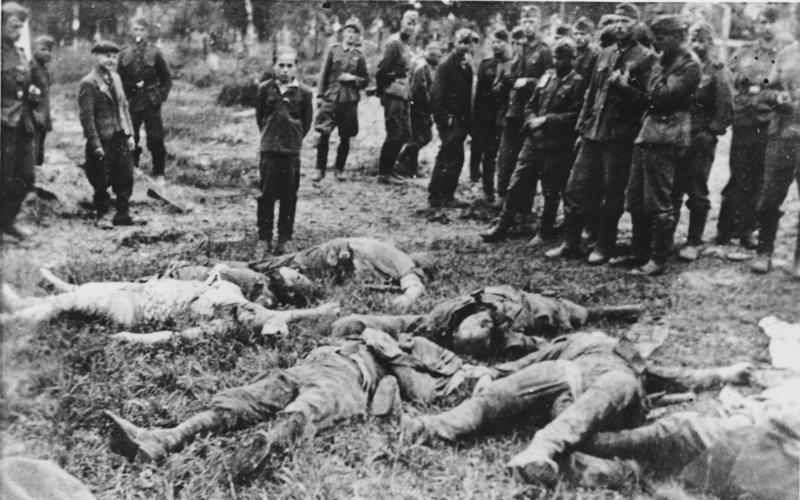
Украина, город Зборов. Убитая украинская семья. Сын, стоящий над трупами своих родных, после снимка был убит немецким офицером выстрелом в затылок. Федеральный архив Германии. Фото июля 1941 года

### Нацистская Германия

#### Неизбирательные бомбардировки городов силамиЛюфтваффе
С первых дней Второй мировой войны военно-воздушные силы нацистской Германии проводили массированные авианалёты на города противника. Первыми жертвами немецких бомбардировок стали польские города: столица страны Варшава, а также небольшие города Велюнь и Фрамполь. Люфтваффе бомбили гражданскую инфраструктуру, в том числе больницы, жилые дома, школы, церкви, памятники архитектуры, места расположения беженцев. Примечательно, что одной из первых бомбардировок немцев в ходе войны был полностью разрушен город Фрамполь, который не имел практически никакой военной ценности. Британский историк Норман Дэвис отмечал, что «Фрамполь, с одной стороны, был выбран, потому как был совершенно беззащитен, а с другой стороны, потому что его планировка представляла собой идеальную геометрическую сетку для расчётов и измерений».
- - «Большой блиц» — массированные бомбардировки Великобритании авиацией Германии в период с 7 сентября 1940 по 10 мая 1941 года
  - Массированные бомбардировки Белграда немецкой авиацией, несмотря на то, что правительство Югославии 3 апреля 1941 года объявило Белград открытым городом[27]
  - Гибель ленинградских детей на станции Лычково (1941)
  - Гибель детей на станции Тихвин (1941)

#### Военные преступления Вермахта
- - Блокада Ленинграда[28]
  - Массовые расстрелы в Кралеве и Крагуеваце (Югославия, 1941)
  - Лесные Сараи
  - Расстрел в Кондомари (Крит, 1941)
  - Пюттенская карательная акция
  - Резня в Кайаццо[англ.]
  - Миноискатель 42
  - Бойня дивизии Акви (1943)
  - Директива «Ночь и туман»
  - Жестокое обращение с местными жителями во время операции «Бюффель»
  - Нарушение конвенции об обращении с военнопленными СССР
  - Расстрел экипажа греческого судна «Пилевс» экипажем немецкой подводной лодки U-852
  - Расстрел воспитанников Нижне-Чирского детского дома для умственно отсталых детей
  - Расстрел мирных жителей деревни Варваровка[29]
  - Убийство в Хацуне 25 октября 1941 года всего населения деревни, включая укрывавшихся здесь жителей Брянска, Карачева и других населённых пунктов (погибло 318 человек)[30]
  - Операция «Ужице», сопровождавшаяся массовыми расстрелами заложников из числа мирного населения (1941)

#### Военные преступленияСС
- - Хатынь (СССР, Белоруссия, 1943)

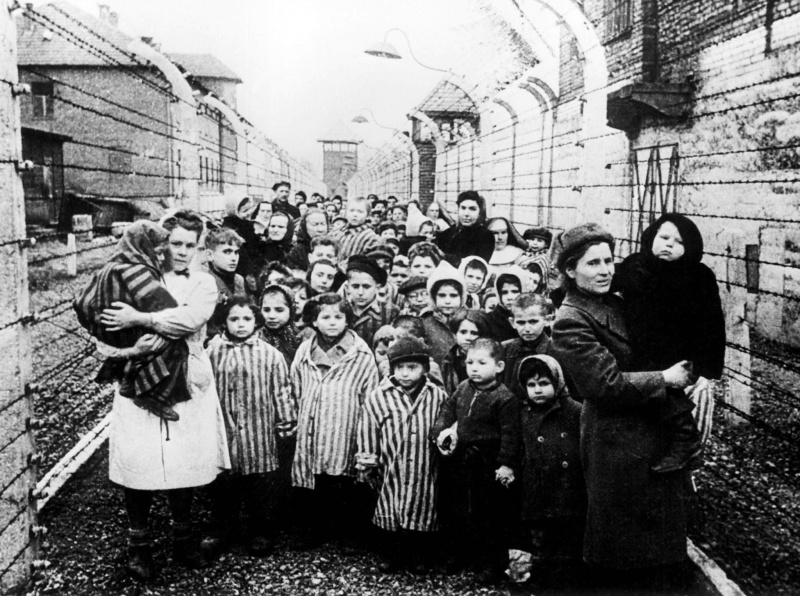
Освобождённые дети Освенцима. Во время пребывания в лагере на них ставились медицинские опыты

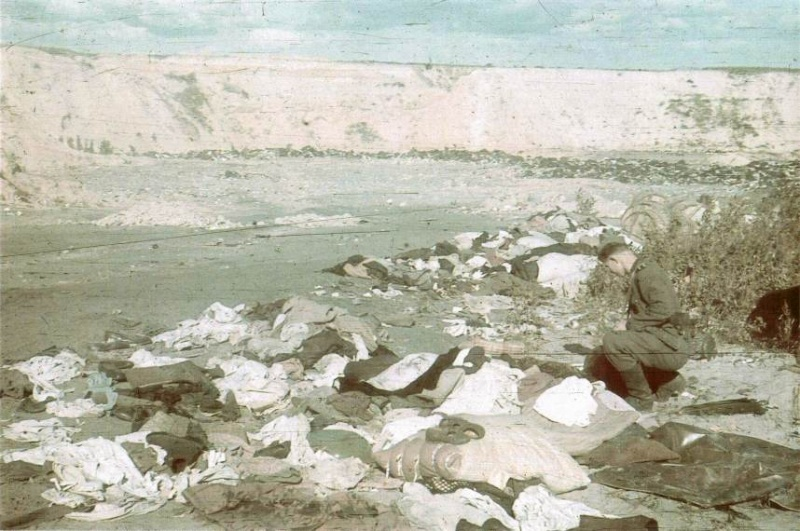
Солдат SS обыскивает вещи жертв в урочище Бабий Яр

  - Освенцим — лагерь смерти нацистской Германии. Также лагерь известен медицинскими экспериментами над людьми, проводимыми Йозефом Менгеле
  - Бабий Яр
  - Дробицкий Яр
  - Дулаг 205
  - Клоога (концентрационный лагерь)
  - Эксперименты нацистов над людьми (см. также: Йозеф Менгеле, Зигмунд Рашер, Карл Гебхард, Ганс Эппингер, Вильгельм Байгльбёк)
  - Массовое убийство детей в Ейске (1942 год)
  - Хащеватская трагедия
  - Массовое убийство в Орадур-сюр-Глан (Франция, 1944)
  - Казнь 59 заключённых в тюрьме Мараси[итал.]
  - Лагерные бордели
  - Военные преступления при подавлении Варшавского восстания (1944)
  - Насильственный сбор крови с детей в концлагере «Саласпилс»
  - Уничтожение памятников и зданий в Пушкинских горах
  - Операция Рейнхард
  - Чериковское гетто
  - Массовые убийства в Жестяной горке
  - Массовые казни в Змиёвской балке
  - Преследование евреев в Африке в период Холокоста
  - Злекская трагедия
  - Большое Заречье
  - Резня в монастыре Чертоза Ди Фарнета[итал.]
  - Резня в Сант-Анна-ди-Штаццема[англ.]
  - Военные преступления и массовые убийства Фридриха Еккельна
  - Окончательное решение чешского вопроса
  - Массовое убийство в Ардеатинских пещерах
  - Сырецкий концентрационный лагерь
  - Дарницкий концентрационный лагерь
  - Сожжение села Матрёновка 20 мая 1943 года (погибло 243 человека)
  - Угон граждан СССР на работу в Германию
  - Операция «Весенний праздник»
  - Операция «Белый Медведь»
  - Операция «Заяц-беляк» (1943 год)
  - Акское кровопролитие
  - Холокост Вьяноса
  - Ваверская резня
  - Гетто в Лапичах
  - Резня в Калаврите
  - Резня в Дистомо
  - Холокост в Одессе
  - Холокост в Быховском районе
  - Резня в Ле-Парадиз
  - Массовое убийство в Тюле
  - Шкаф стыда
  - Центр эвтаназии Зонненштайн
  - Карательные операции на Смоленщине
  - Арест краковских профессоров
  - Шуневка (1943 год)
  - Ксты
  - Красуха (1943 год)
  - Клетки
  - Мюльфиртельская охота на зайцев
  - Корюковская трагедия (1943 год)
  - Минское гетто
  - Массовое убийство в Румбуле (1941 год)
  - Резня в монастыре иезуитов на ул. Раковецкой в Варшаве
  - Кровавая среда (Олькуш)
  - Операция «Антропоид»
  - Бойня у Мальмеди (1944)
  - Расстрел мирных жителей Северной Осетии финским батальоном СС[31]
  - Карательные акции немцев в Мокотуве
  - Карательные акции немцев в Херсоне
  - Остен-брот — суррогатный хлеб в лагерях для советских военнопленных
  - Петрушинская балка (также известна как «Балка смерти», нем. Todesschlucht) ― место на окраине Таганрога, на котором в 1941―1943 годах во время немецкой оккупации города было убито около 7000 советских граждан
  - Газваген — «автомобиль-душегубка» для перевозки приговорённых к смерти, в кузов которой подавались выхлопные газы

#### Военные преступленияГестапоиСД
(см. также Айнзатцгруппы полиции безопасности и СД)
- - Расстрел в Лидице
  - Sonderaktion 1005 — операция по сокрытию следов преступлений
  - Песчаный лог
  - Программа Т-4
  - Чрезвычайная акция по умиротворению
  - Intelligenzaktion — репрессии против польской интеллигенции
  - Резня в Липно
  - Убийство львовских профессоров

### Военные преступления Японииияпонских вооружённых сил

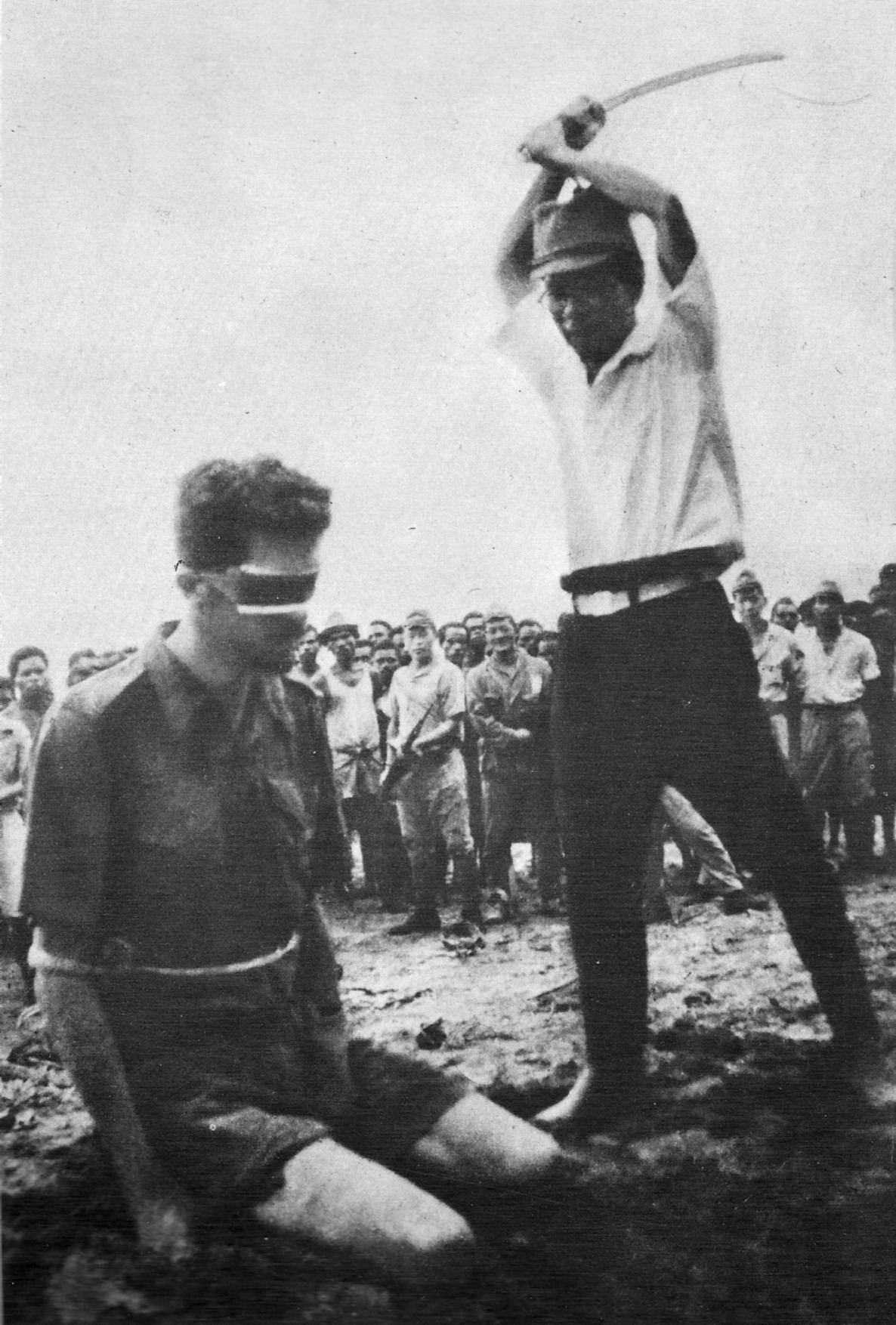
Казнь австралийского военнопленного Леонарда Сиффлита в Новой Гвинее японским мечом

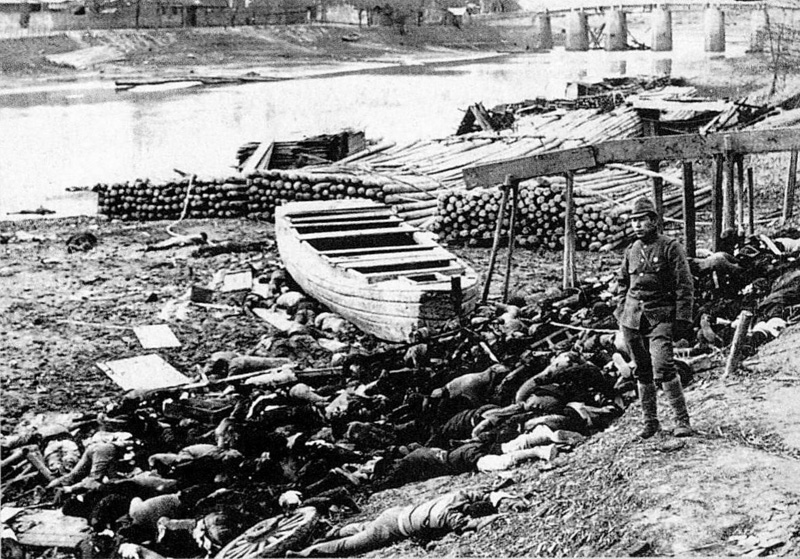
Трупы китайцев во время Нанкинской резни, устроенной японцами

- - Нанкинская резня и множество других подобных расправ
  - Применение химического и бактериологического оружия против мирного населения
  - Состязание в убийстве ста человек мечом
  - Батаанский марш смерти (ужасные условия содержания в японских лагерях для военнопленных)
  - Отряд 731 — опыты над военнопленными и мирным населением при создании бактериологического оружия
  - Нападения на нейтральные державы
  - Сандаканские марши смерти
  - Манильская резня
  - Резня на острове Бангка[англ.]
  - Ритуальный каннибализм японских военнослужащих
  - Вероломство со стороны японских солдат (бой у острова Велья-Лавелья, сражения за Гуаданканал, битва за Иводзиму, битва за Сайпан)
  - Сук Чинг
  - Использование рабского труда для постройки Тайско-Бирманской железной дороги
  - Корабли ада
  - Станции утешений
  - Резня в Уезд мусульман-хуэй Дачанг
  - Резня на острове Уэйк
  - Политика трёх «всех»
  - Инцидент с Shin’yō Maru[англ.]
  - Резня на плантации Тол
  - Применение химического оружия в сражении при Чандэ
  - Применение биооружия против Кайминцзе[англ.]
  - Резня в Калагонге[англ.]
  - Резня в Чанцзяо
  - Резня в Пан Цзяюй
  - Казнь военнопленных на аэродроме Лаха
  - Уничтожение госпитального корабля «Комфорт»
  - Резня в Александрийском госпитале[англ.]
  - Патруль Гёттге — американский отряд, подвергшийся вероломному нападению со стороны японской армии (использование белого флага не по назначению, а также ложная информация о желании японцев сдаться в плен)
  - Резня на реке Пантинган[англ.]
  - Бойня в Парит Сулонге[англ.]
  - Резня на острове Сулуг

### Военные преступления другихстран «Оси»

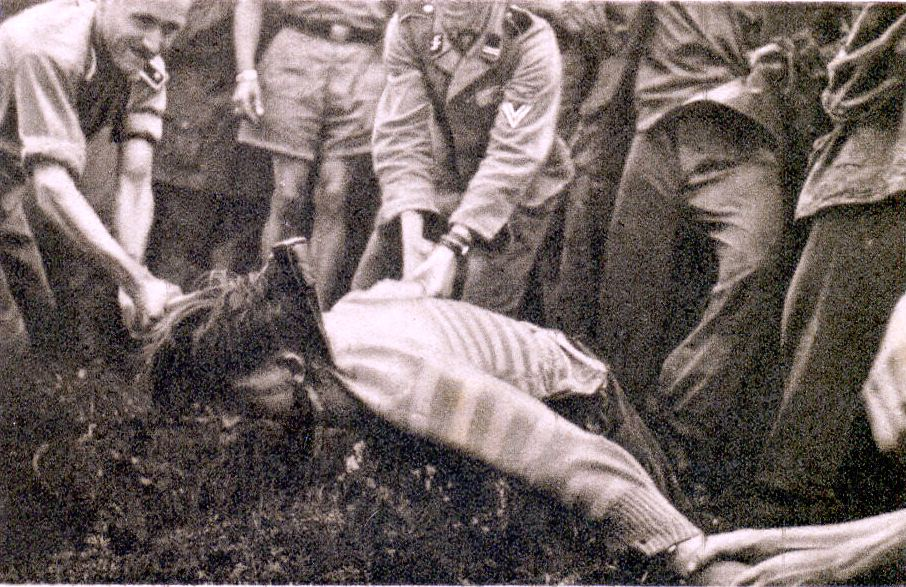
Хорватские усташи рубят голову сербскому партизану

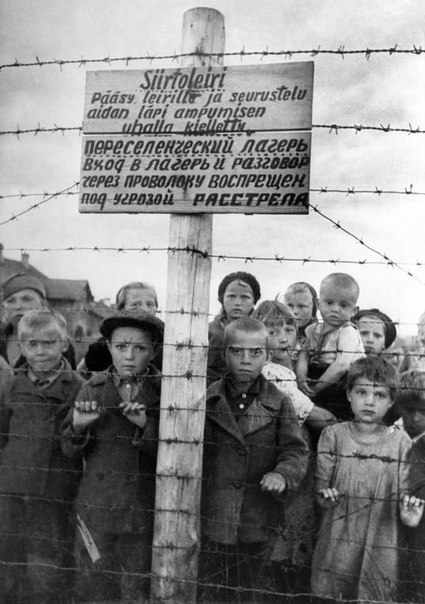
Советские дети в финляндском перевалочном лагере Петрозаводска

- - Геноцид сербов (1941—1945) — уничтожение и дискриминация этнических сербов на оккупированной территории Югославии. В расправах активно участвовали усташи, албанские коллаборационисты, а также немецкие и венгерские войска
  - Великий голод в Греции — период массового голода на территории оккупированной итальянскими войсками Греции
  - Резня в Доменико
  - Расстрел в Кормиста
  - Расстрел в Царицани
  - Декабрьские мученики — казнь 14 хорватских антифашистов в городе Загреб
  - Операция «Цыганский барон»
  - Убийства детей-инвалидов Генрихом Гроссом
  - Соревнование в убийстве сербосеком (Петар Брзица)
  - Финские концлагеря
  - Депортации евреев из Финляндии
  - Массовое убийство в госпитале ППГ 2212 и поджог села Петровский Ям финскими диверсантами
  - Преследование и депортация русских и других нефинских народов в Карело-Финской ССР
  - Мародёрство финских солдат на оккупированной территории СССР (секретная инструкция штаба 7 финской пехотной дивизии № 511)[32]
  - Резня в Дракуличе
  - Резня в Гудоваце
  - Резня в Благае
  - Резня в Глинской церкви
  - Лагерь для сербских детей в Ястребарско
  - Ясеновац (лагерь смерти) — система лагерей смерти, созданная усташами на территории Хорватии в мае 1941 года, в которую входил концлагерь Сисак[англ.] (для взрослых и детей) и другие
  - Преследования и уничтожение сербских православных церквей и священников
  - Сотрудничество католической церкви с усташами
  - Галацкая резня
  - Насильственное обращение православных сербов в католичество[33]
  - Мятеж 1941 года в Румынии — мятеж «Железной гвардии» против кондукэтора Иона Антонеску, сопровождаемый еврейскими погромами в ряде городов страны с 21 по 23 января 1941 года
  - Концентрационный лагерь на острове Раб[англ.]
  - Массовое убийство в Пребиловци[англ.]
  - Сербосек и сербомолот — орудия казни, используемые усташами во время геноцида сербов
  - Дорохойский погром
  - Резня в Нови-Саде
  - Холокост в Югославии
  - Холокост в Греции
  - Холокост в Румынии
  - Холокост в Албании
  - Холокост в Италии
  - Стара-Градишка — хорватский лагерь смерти, в котором содержались женщины и дети
  - Керестинец
  - Ясский погром
  - Ипская резня
  - Саймиште

### Военные преступленияколлаборационистов
- - Салашская трагедия — массовое убийство чешских мирных жителей в деревне Салаш

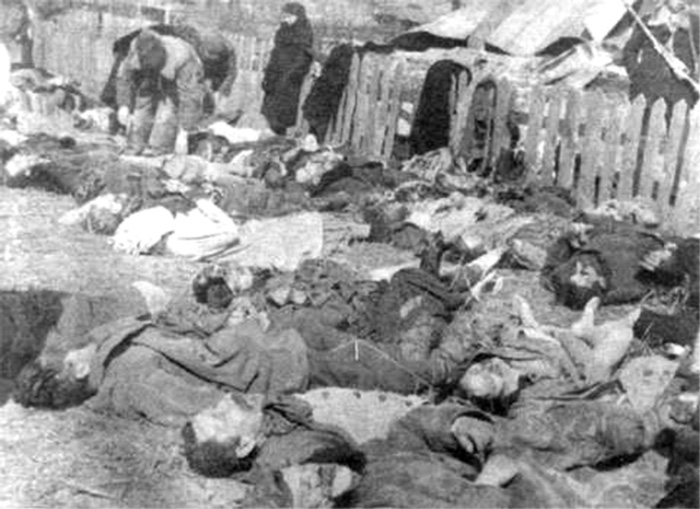
Жертвы Волынской резни, устроенной УПА ОУН(б), 1943

- - Антипартизанские операции и военные преступления в Локотском самоуправлении
  - Антипартизанские операции и военные преступления в Краснодарском крае
  - Карательные акции и военные преступления в Карачаевской автономной области (Черкесская управа) коллаборационистскими формированиями под руководством Кады Байрамукова
  - Волынская резня (1943—1944) — массовое уничтожение этнического польского населения, учинённое войсками ОУН(б) и УПА
  - Убийство 158 мирных жителей деревни Каспля-2[34]
  - Казни партизан и мирных жителей Антониной Макаровой
  - Пособничество в пытках и убийствах 2000 граждан СССР Александром Юхновским
  - Расстрел инвалидов греко-итальянской войны
  - Уничтожение Гуторова
  - Операция «Зимнее волшебство» (1943 год)
  - Операция «Коттбус»
  - Львовский погром (1941 год)
  - Каунасский погром (1941 год)
  - Ликвидация Слонимского гетто
  - Массовое убийство в Балигурде
  - Карательные операции 18-го батальона шуцманшафта
  - Карательные операции 118-го батальона шуцманшафта
  - Операция «Сорвиголова»
  - Массовые убийства, изнасилования и депортации сербов в Косово и Метохии
  - Депортация евреев в Приштине
  - Массовое убийство в Подкамене
  - Аудриньская трагедия
  - Трагедия Яновой Долины (1943 год)
  - Уничтожение Варшавского гетто
  - Резня беженцев из Лановцев (1944 год)
  - Массовое убийство в Гуте Пеняцкой
  - Массовые убийства в Понарах
  - Атака УПА на Мизоч
  - Резня в Липниках
  - Резня в Липно

### Военные преступления странАнтигитлеровской коалиции

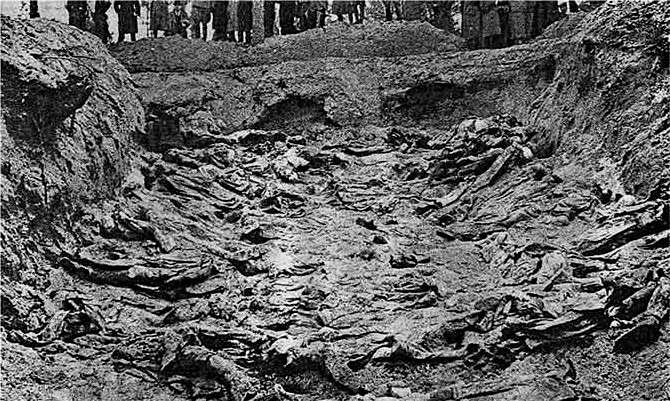
Эксгумированная могила на месте массового расстрела пленных польских офицеров в Катыни органами НКВД СССР

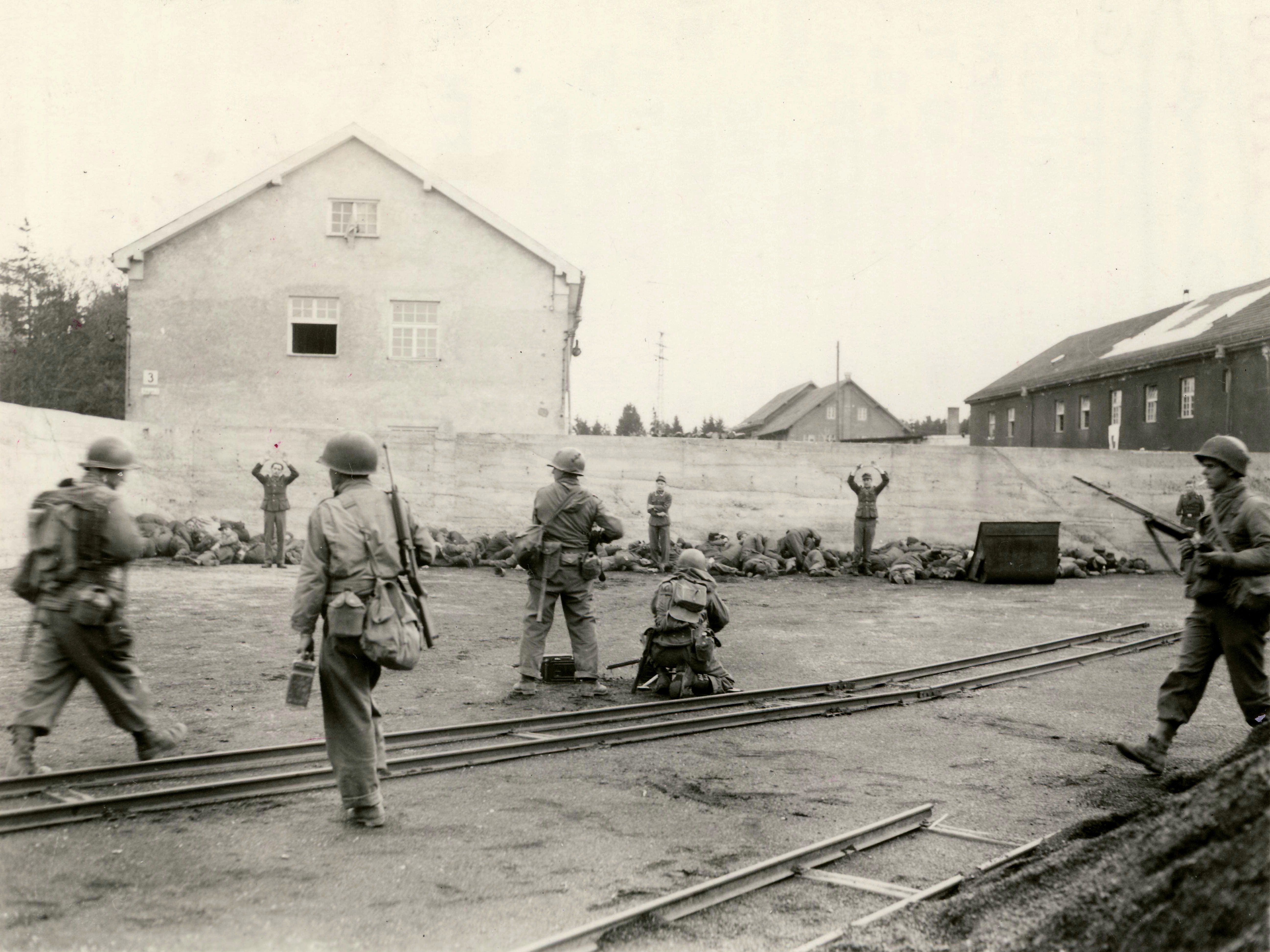
Солдаты США расстреливают пленных эсэсовцев в лагере Дахау, 1945

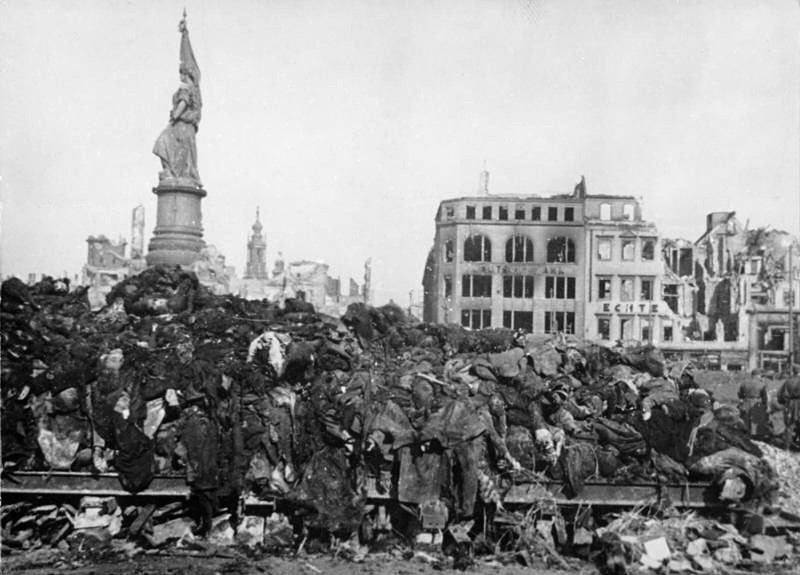
Обгоревшие трупы погибших жителей Дрездена. Фото из немецких архивов, февраль 1945

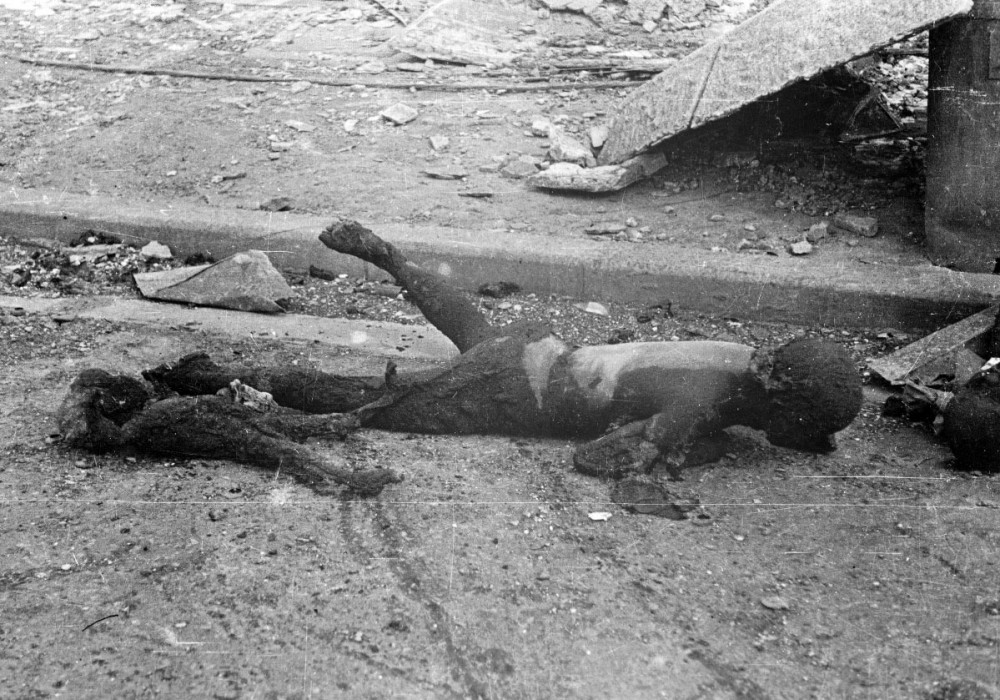
Обгоревшее тело женщины, которая несла на спине ребёнка во время бомбардировки Токио напалмом, 1945

- - Сталинские репрессии — массовые политические репрессии[35] осуществлявшиеся в СССР и в оккупированных им странах, в предвоенный, военный и послевоенный период, в годы сталинизма (в широком смысле, это конец 1920-х — начало 1950-х годов)[36][37][38][39][40][3][41]
  - Депортации народов в СССР[39][40]
  - Депортация немцев в СССР
  - Депортация венгров и немцев Закарпатья
  - Депортация корейцев в СССР
  - Депортация китайцев в СССР
  - Депортация поляков в СССР
  - Депортация калмыков в СССР
  - Депортация чеченцев и ингушей в СССР
  - Депортация еврейских беженцев 29 июня 1940 года
  - Июньская депортация 1941 года в СССР
  - Польская операция НКВД СССР
  - Катынский расстрел органами НКВД СССР пленных польских офицеров (1940)
  - Казни польских офицеров в Харькове органами НКВД СССР (1940)
  - Убийства и массовые захоронения под Татаркой органами НКВД СССР (1940)
  - Инцидент в Масленках и серия других аналогичных нападений подразделений НКВД СССР на пограничные объекты Латвийской Республики в Абренском уезде 15 июня 1940 года.
  - Червенские расстрелы организованные органами НКВД СССР (1941)
  - Залещицкая трагедия учинённая органами НКВД СССР (1941)
  - Массовое убийство в Райняйском лесу учинённое органами НКВД СССР (1941)
  - Расстрелы советских заключённых органами НКВД и НКГБ СССР (1941)
  - Расстрел политзаключённых органами НКВД СССР под Орлом (1941)
  - 30 июля 1941 года отставшие от регулярных войск РККА красноармейцы убили более двадцати мирных жителей в эстонской деревне Куремяэ. 2 августа 1941 на краю болота Тапику в эстонской деревне Удукюла (бывшая волость Ваймаствере) красноармейцы, среди которых были также эстонец и одна женщина, по составленному заранее списку расстреляли 17 местных мужчин — самому молодому было 15 лет. 16 августа 1941 советский истребительный батальон сжёг 173 дома в Вайвара и церковь в Силламяэ (Эстония), о количестве человеческих жертв нет данных.[42]
  - Взрыв Днепрогэса советскими войсками, повлёкший огромные жертвы среди мирного гражданского населения советских беженцев и отступающих частей РККА (1941)
  - Разрушение Киева в 1941 году диверсионными спецподразделениями НКВД СССР
  - Взрывы плотин и водохранилищ советскими войсками под Москвой, что привело к огромным жертвам среди мирных советских граждан ввиду полного затопления целых населённых пунктов, жители которых не были эвакуированы (1941)[43]
  - Карательные акции НКВД СССР в Чечено-Ингушетии во время подавления восстаний в ЧИАССР (1940—1944), в том числе с использованием бомбардировочной авиации по мирным горным аулам, что привело к значительным жертвам в первую очередь именно среди мирного советского населения Северного Кавказа[44]
  - Черекская трагедия в Черекском ущелье Кабардино-Балкарской АССР, с 27 ноября по 4 декабря 1942 года, приведшие к убийству, силами сводного отряда 11-й СД НКВД, до 1500 мирных жителей[45][46][47].
  - Массовое убийство в Хайбахе мирных жителей ЧИАССР органами НКВД, 27.02.1944
  - Газваген НКВД — «автомобиль-душегубка» для перевозки приговорённых к смерти, в кузов которой подавались выхлопные газы
  - Бойня у деревни Шенонь — убийство войсками США пленных немецких военнослужащих
  - Бискарская резня — убийство войсками США пленных итальянских военнослужащих
  - Массовые убийства и казни военнопленных под руководством военнослужащего США Фрэнка Ширана
  - Бойня в Дахау (1945)
  - Голод в Бенгалии (1943) — в связи с тем. что колониальные британские власти, опасавшиеся вторжения японцев, применяли там тактику выжженной земли[48].
  - Советские диверсанты в Финляндии (1939—1944)
  - Бомбардировки Хельсинки советской авиацией в 1939 и 1941—1944 годах
  - Бомбардировка Дрездена
  - Бомбардировка Гамбурга
  - Бомбардировка Токио 10 марта 1945 года
  - Атомные бомбардировки Хиросимы и Нагасаки (1945 год)
  - Бомбардировки Швейцарии (нейтральной страны во время Второй мировой войны) англо-американской авиацией, которые официально объяснялись якобы ошибками навигации.
  - Бомбардировка Сан-Марино (нейтральной страны во время Второй мировой войны) 26 июня 1944 британской авиацией, основываясь на ошибочных данных разведки (что якобы Сан-Марино взят немецкими войсками и используется ими в качестве базы снабжения), без какого-либо официального объявления войны и без предъявления ультиматума республике[49]. В ходе бомбардировки было уничтожено железнодорожное полотно, проходившее через территорию республики, и погибли 63 мирных жителя. Позднее британское правительство признало, что авианалёт был неоправданным и ошибочным.
  - Взрыв берлинского метро советскими войсками, повлёкший жертвы среди мирного гражданского населения Берлина (1945)
  - Битва под Монте-Кассино привела к полному разрушению древнего памятника архитектуры англо-американской авиацией и артиллерией, а также к последующим бесчинствам и мародёрству со стороны марокканских военнослужащих из состава Антигитлеровской коалиции (1944)
  - Декабрьские события в Афинах (1944): вооружённое подавление сопротивления сил греческих партизан (отказавшихся разоружиться) войсками британских вооружённых сил, сопряжённое с большим количеством смертей среди мирного населения (при том, что 11 октября 1944 отступающие немецкие войска объявили Афины открытым городом, дабы избежать бессмысленных жертв и разрушений древних памятников мировой архитектуры). События явились первой подобной вооружённой акцией сопротивления, вылившегося впоследствии в длительную гражданскую войну в Греции
  - Расстрел военнослужащих РОА после занятия Праги советскими войсками: раненые власовцы (около двухсот человек), сражавшиеся на стороне пражских повстанцев и оставленные в пражских госпиталях, были убиты прямо на больничных койках; всего в Праге и её окрестностях было расстреляно без суда и следствия около 600 военнослужащих РОА[50][51]
  - Расстрел мирных норвежских мотоботов экипажем советской подлодки под командованием Н. А. Лунина
  - Восемь выживших членов экипажа затонувшей немецкой подлодки U-546 подверглись пыткам со стороны американских военнослужащих[52][53]
  - Инцидент с «Лаконией», когда ВВС США бомбили немецкие суда и подлодки осуществлявших спасательную операцию британского судна «Лакония», спасая его экипаж (британцев и поляков) и перевозимых этим судном итальянских военнопленных.
  - Потопление госпитального судна «Вильгельм Густлофф»
  - Уничтожение спасающихся японских военных в море Бисмарка
  - Потопление госпитального судна «Арно»
  - Мирная шхуна «Мефкура» с 320 еврейскими беженцами на борту была атакована и потоплена артиллерией советской подводной лодки Щ-215.
  - Лавжи (Западная Белоруссия), где в ночь с 23 на 24 февраля 1945 года состоялся бой польской Армии Крайовой и подразделения НКВД СССР, в результате которого были ликвидированы 53 бойца Армии Крайовой, был уничтожен населённый пункт Лавжи и населявшие его мирные жители.
  - Массовые убийства в Пшишовице, в Меховице (ныне район Бытома),[54][55] в Гливице и Галембе (ныне район Руды-Слёнской),[56].[57] совершённые военнослужащими РККА над мирными польскими жителями (1945)
  - Насильственная выдача казаков британскими войсками органам НКВД СССР в Лиенце (1945)
  - Насилие в отношении мирного населения Германии в конце Второй мировой войны
  - Депортация немцев после Второй мировой войны
  - Депортация немцев из Чехословакии
  - Бесчинства и насилия военнослужащих РККА в городе Деммин (1945)
  - Разрушение Фризойте[нем.] и Зёгель канадскими войсками, что привело к гибели более 20 человек гражданского немецкого населения (1945)
  - Брюннский марш смерти (1945) по официальным чешским данным погиб 1691 человек гражданского немецкого населения,[58] немецкая сторона говорит о 4—8 тыс. погибших (исследования 1990-х годов говорят о 5,2 тыс. жертв)[59]
  - Концлагерь-город Постолопрты, убито 763 человека гражданского немецкого населения (1945)
  - Doupov[чеш.], убито 24 человека гражданского немецкого населения (1945)
  - Tocov[чеш.], убито 32 человека гражданского немецкого населения (1945)
  - Подборжаны, убито 68 человек гражданского немецкого населения (1945)
  - Депортация немцев из Хомутова: 12 погибших от пыток, позднее в «марше смерти» погибло 70 человек, в концлагере Скларна (чеш. Sklárna) было убито ещё 40 человек; всего погибло 140 человек гражданского немецкого населения (1945)
  - Устицкий расстрел, чешские источники говорят о 80—100 убитых, немецкие историки говорят об убитых 220 человек гражданского немецкого населения (1945)
  - Пршеровский расстрел (Горни Моштенице у Пршерова), убито 265 человек гражданского немецкого населения: 71 мужчина, 120 женщин и 74 ребёнка, самому младшему было 8 месяцев (1945)
  - Домажлице, убито около 200 человек гражданского немецкого населения (1945)
  - Массовое убийство и массовые захоронения в Целе (1945)
  - Массовое убийство в Метгетене гражданского немецкого населения военнослужащими РККА (1945)
  - Убийство в Неммерсдорфе гражданского немецкого населения военнослужащими РККА (1945)
  - Бойня в Гэгэнмяо учинённая военнослужащими РККА (1945)
  - Массовое убийство в Налибоках жителей польской деревни советскими партизанами (1943)
  - Массовое убийство в Канюкай жителей польской деревни советскими партизанами (1944)
  - Резня в Каникатти
  - Липпахская резня

### Военные преступленияДвижения Сопротивления

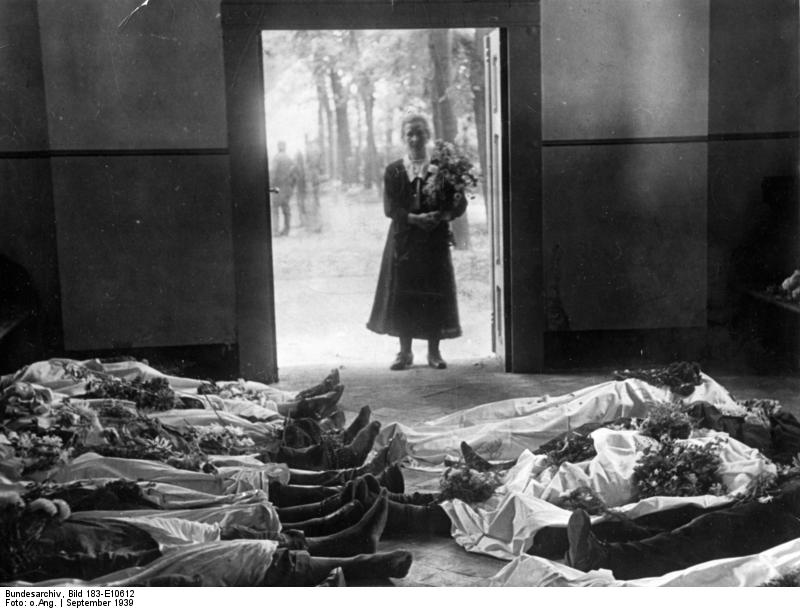
Убитые этнические немцы в Польше (1939)

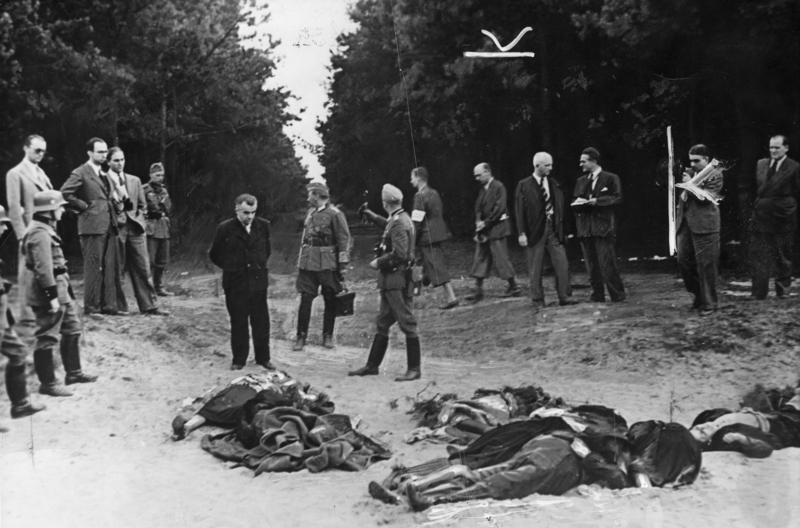
Немецкое расследование убийств этнических немцев в Польше (1939)

- - Кровавое воскресенье 1939 года в Польше — расправа поляков над гражданским немецким населением польского подданства, впоследствии послужившая основанием для ответных жестоких репрессивных мер со стороны немецких оккупационных властей
  - Военные преступления против собственного гражданского населения со стороны советских партизан на территории, оккупированной Германией
  - Военное преступление Василия Кононова — убийство 9 жителей села Малые Баты (включая 3 женщин, из них 1 беременная; 1 мужчина и 1 женщина были сожжены заживо)
  - Военные преступления партизанской бригады «Штурмовая» под командованием Б. Н. Лунина — убийства мирных советских граждан, собственных подчинённых и иных военнослужащих РККА
  - Погром в Кельце — самый крупный послевоенный погром против еврейского населения в Польше, устроенный 4 июля 1946 года антисемитски настроенным польским населением города Кельце
  - Резня в Сахрыни — массовое убийство этнических украинцев и русин, учинённое армией Крайова в ответ на волынскую резню, устроенную УПА
  - Резня на площади Пьяццале Лорето[итал.] в Милане — расстрел немецкими властями 10 августа 1944 года пятнадцати партизан из тюрьмы Сан-Витторе, в ответ на теракт, осуществлённый силами итальянского движения сопротивления, в результате которого был ранен один немецкий солдат, а также погибли шесть мирных жителей Милана и ещё 11 были ранены
  - Блайбургская капитуляция — массовое убийство сдающихся усташей, устроенное бойцами НОАЮ
  - Павлокомская резня
  - Массовое убийство в Глазерхау
  - Расстрел на острове Дакса
  - Резня на Кочевском Роге
  - Барбарин ров
  - Казнь военнопленных в Сен-Жюльен-де-Кремпсе
  - Массовое убийство в Налибоках
  - Резня в Завадке Мороховской
  - Резня в Скопове

* Прочие
- Четники: Югославские войска на родине (Военные преступления в годы Второй мировой войны)